# Chiesa di Sant'Andrea Apostolo (San Daniele del Friuli)
La chiesa di Sant'Andrea Apostolo si trova a Picaron, località di San Daniele del Friuli, a fianco della strada che conduce a Ragogna.

## Storia

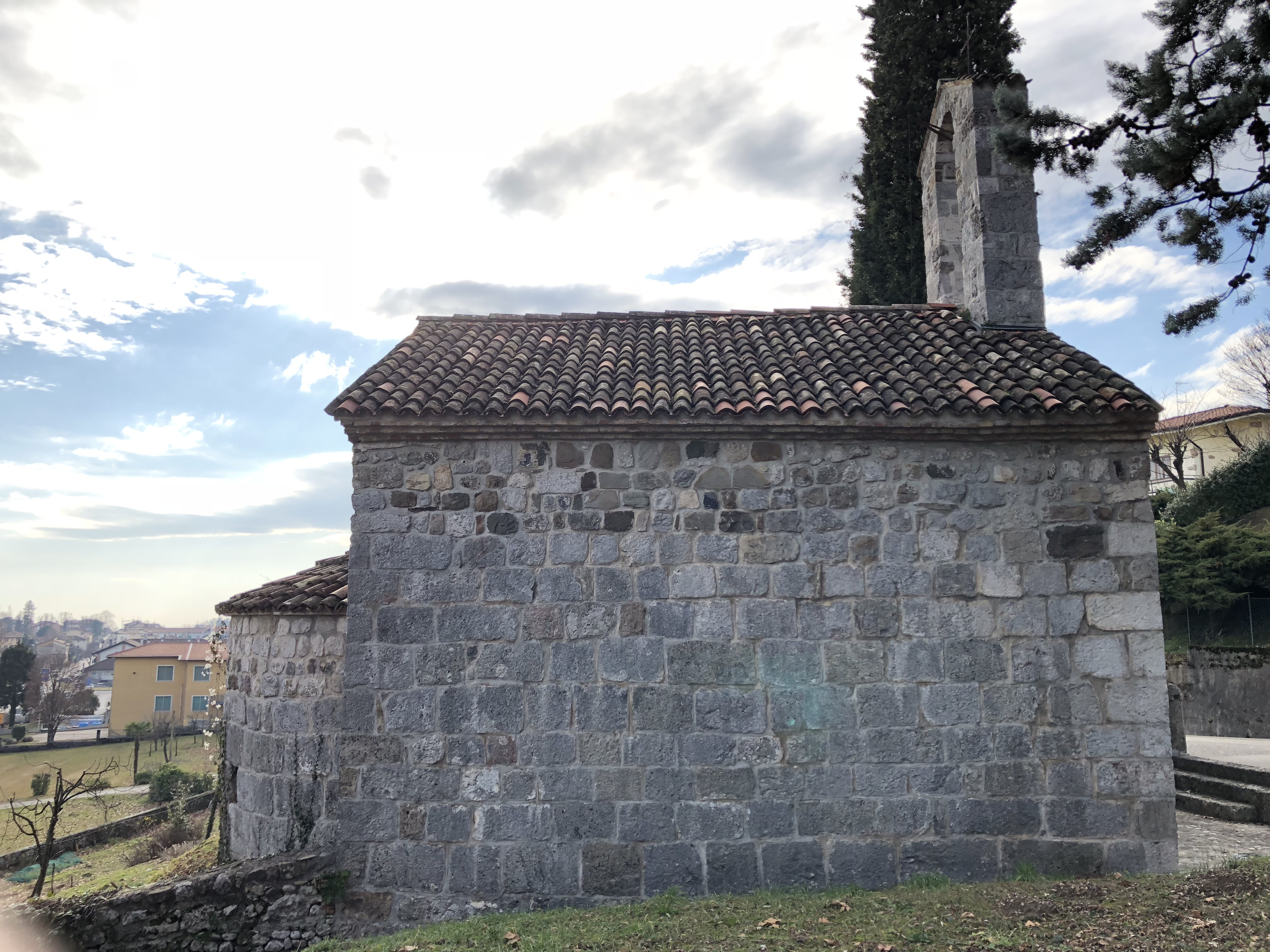
La chiesetta vista di lato

La piccola chiesetta di Sant'Andrea Apostolo a Picaron venne costruita probabilmente tra la fine dell'XI e l'inizio del XII secolo e fu consacrata nel 1240.
Vari furono i restauri che l'edificio subì: nel XVIII secolo, nel 1930, nel 1960 e dopo il terremoto del Friuli del 1976.